# 一加手機10 Pro
OnePlus 10 Pro是一加制造的基于Android的智能手机，它是一加手机9 Pro的後繼機型。一加手機10 Pro于2022年1月11日在中國发布，3月31日上午10点在全球发布。这款手机配备了由哈苏合作的鏡頭。